# الاتفاقية الدولية لقمع جريمة الفصل العنصري والمعاقبة عليها
الاتفاقية الدولية لقمع جريمة الفصل العنصري والمعاقبة عليها هي معاهدة متعددة الأطراف وتعد أول معاهدة دولية تصنف الفصل العنصري جريمة ضد الإنسانية، اعتمدت من قبل الجمعية العامة للأمم المتحدة في 30 نوفمبر 1973، بـ 91 صوتًا، مقابل اعتراض أربع دول (البرتغال وجنوب إفريقيا والمملكة المتحدة والولايات المتحدة) وامتناع 26 دولة عن التصويت. دخلت حيز التنفيذ في 18 يوليو 1976.

## الدول الأطراف المودعة لدى الأمين العام
| الدولة           | التوقيع       |
| ---------------- | ------------- |
| أفغانستان        |               |
| الجزائر          | 23 يناير 1974 |
| أنتيغوا وباربودا |               |
| الأرجنتين        | 6 يونيو 1975  |
| أرمينيا          |               |
| أذربيجان         |               |
| باهاماس          |               |
| البحرين          |               |
| بنغلاديش         |               |
| باربادوس         |               |
| بيلاروسيا        | 4 مارس 1974   |
| بنين             | 7 أكتوبر 1974 |
| بوليفيا          |               |
| البوسنة والهرسك  |               |
| بلغاريا          | 27 يونيو 1974 |
| بوركينا فاسو     | 3 فبراير 1976 |
| بوروندي          |               |
|                  |               |

## روابط خارجية
- النص الكامل للإتفاقية (اللغة العربية)